# Tadeusz Pieronek
Tadeusz Władysław Pieronek (ur. 24 października 1934 w Radziechowach, zm. 27 grudnia 2018 w Krakowie) – polski duchowny rzymskokatolicki, kanonista, profesor nauk prawnych, biskup pomocniczy sosnowiecki w latach 1992–1998, sekretarz generalny Konferencji Episkopatu Polski w latach 1993–1998, rektor Papieskiej Akademii Teologicznej w Krakowie w latach 1998–2004.

## Życiorys

### Młodość i wykształcenie
Urodził się 24 października 1934 w Radziechowach na Żywiecczyźnie. Kształcił się w Liceum Ogólnokształcącym w Żywcu, gdzie w 1951 uzyskał świadectwo dojrzałości.
W latach 1951–1956 odbył formację kapłańską w Metropolitalnym Wyższym Seminarium Duchownym w Krakowie. Do 1954, do momentu usunięcia jednostki ze struktur uniwersytetu, studiował jednocześnie na Wydziale Teologicznym Uniwersytetu Jagiellońskiego. Święcenia subdiakonatu i diakonatu otrzymał przez posługę biskupa Franciszka Jopa, wikariusza kapitulnego archidiecezji krakowskiej. Święceń prezbiteratu udzielił mu 26 października 1957 w kościele św. Michała w Krakowie miejscowy administrator apostolski i arcybiskup metropolita lwowski Eugeniusz Baziak.
W latach 1956–1960 studiował na Wydziale Prawa Kanonicznego Katolickiego Uniwersytetu Lubelskiego, gdzie na podstawie dysertacji Organizacja prawna kapituły kolegiaty św. Anny w Krakowie otrzymał doktorat. W latach 1961–1965 kontynuował studia na Wydziale Prawa Cywilnego Papieskiego Uniwersytetu Laterańskiego w Rzymie. Odbył też trzyletnie Studium Roty Rzymskiej, uzyskując w 1965 dyplom adwokata rotalnego.

### Prezbiter
W 1958 pracował jako wikariusz w parafii Opatrzności Bożej w Bielsku-Białej. W latach 1960–1961 był notariuszem w Kurii Metropolitalnej w Krakowie, a w latach 1965–1990 obrońcą węzła małżeńskiego w Sądzie Metropolitalnym w Krakowie. Od 1971 do 1979 pełnił funkcję sekretarza Duszpasterskiego Synodu Archidiecezji Krakowskiej (1972–1979), a w latach 1975–1983 sekretarza I Synodu Prowincji Krakowskiej. W 1979 otrzymał godność kapelana honorowego Jego Świątobliwości.
W strukturach Konferencji Episkopatu Polski został w 1975 członkiem Komisji ds. Rewizji Prawa Kanonicznego (od 1984 Komisji Prawnej), a w 1983 zespołu mającego zadanie przełożenia na język polski nowego kodeksu prawa kanonicznego. W 1987 objął funkcję krajowego duszpasterza prawników. Również w 1987 został sekretarzem II Ogólnopolskiego Synodu Plenarnego w Polsce (1991–1999). W 1989 wszedł w skład Papieskiej Rady ds. Interpretacji Tekstów Ustawodawczych (od 1999 Papieskiej Rady ds. Tekstów Prawnych).
Uczestniczył w pracach Centrum Obywatelskich Inicjatyw Ustawodawczych Solidarności. Od 1990 brał udział w rozmowach dyplomatycznych z rządem RP w sprawie zawarcia konkordatu.

### Działalność naukowo-akademicka
Habilitację otrzymał w 1975 na Akademii Teologii Katolickiej w Warszawie po przedłożeniu rozprawy «Duplex sententia conformis» w sprawach o nieważność małżeństwa w prawie kanonicznym. Studium historyczno-prawne. W 1987 uzyskał tytuł naukowy profesora nadzwyczajnego nauk prawnych.
W latach 1965–1967 prowadził wykłady z prawa kanonicznego i był prefektem w Metropolitalnym Wyższym Seminarium Duchownym w Krakowie. W 1965 podjął wykłady i seminarium z prawa kanonicznego na Papieskim Wydziale Teologicznym w Krakowie (od 1981 Papieskiej Akademii Teologicznej). Tamże w 1968 objął stanowisko zastępcy profesora, a w 1976 docenta. W latach 1974–1980 sprawował urząd prodziekana Papieskiego Wydziału Teologicznego w Krakowie, a w latach 1998–2004 rektora Papieskiej Akademii Teologicznej w Krakowie. Ponadto od 1967 do 1976 był zatrudniony jako adiunkt na Wydziale Prawa Kanonicznego Akademii Teologii Katolickiej w Warszawie, a w 1985 prowadził gościnne wykłady na Wydziale Prawa Kanonicznego Akademii Świętego Krzyża w Rzymie.
W 1965 wszedł w skład Polskiego Towarzystwa Teologicznego, w którym to gremium w latach 1966–1968 pełnił funkcję sekretarza generalnego. W 1990 został członkiem założycielem Stowarzyszenia Kanonistów Polskich oraz członkiem Consiglio Direttivo Międzynarodowego Stowarzyszenia dla Rozwoju Prawa Kanonicznego. Wszedł w skład Polskiej Akademii Nauk i Polskiej Akademii Umiejętności. Należał do Rady Fundacji im. Stefana Batorego. Został członkiem kolegiów redakcyjnych periodyków: „Prawo Kanoniczne”, „Collectanea Theologica”, „Analecta Cracoviensia”, a także Rady Wydawniczej ATK.
W działalności naukowej zajmował się prawem kanonicznym, prawem publicznym, posoborowym ustawodawstwem synodalnym i kwestiami dotyczącymi konkordatu.

### Biskup

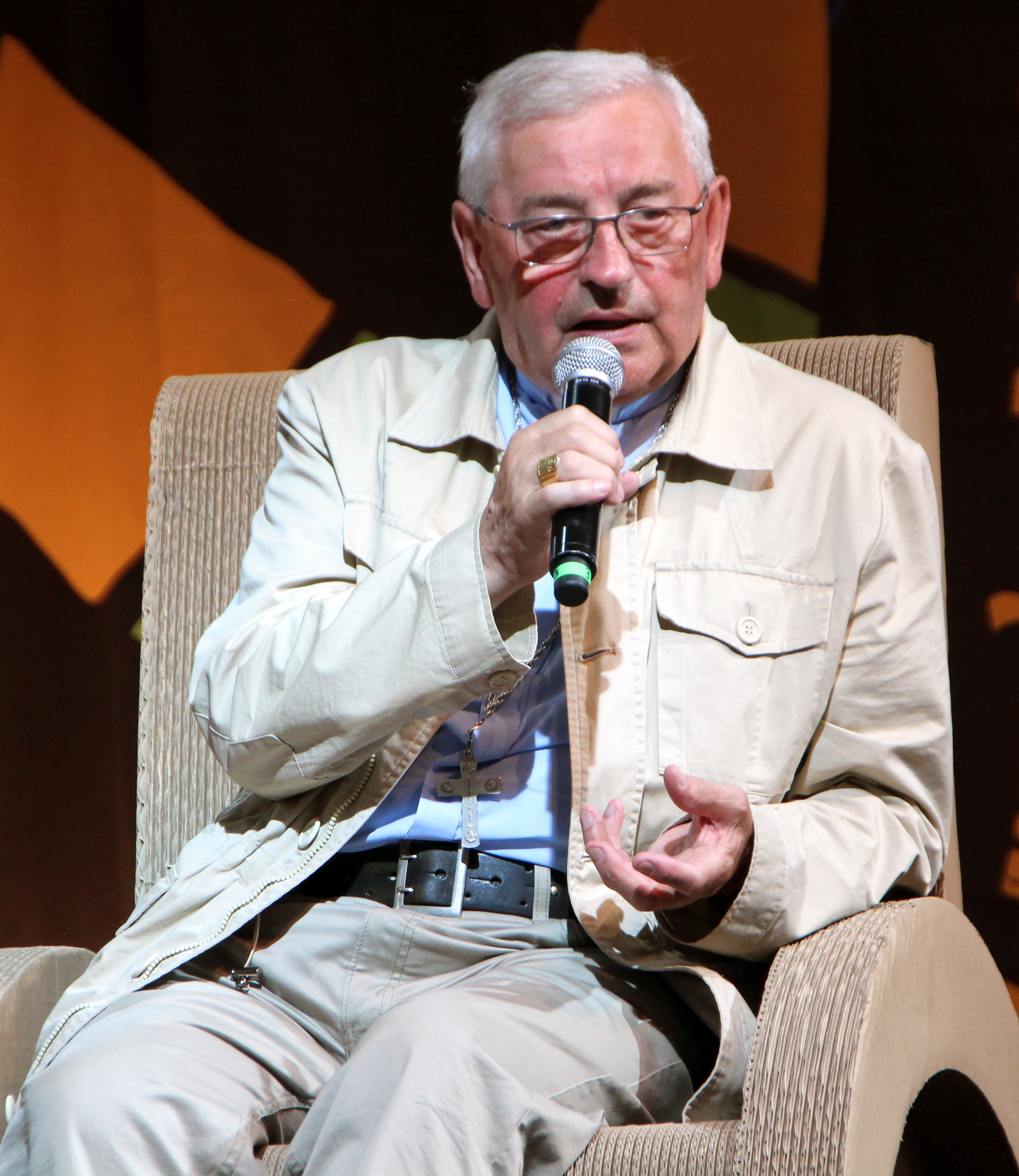
Tadeusz Pieronek uczestniczący w rozmowie z cyklu Akademia Sztuk Przepięknych na Przystanku Woodstock (2012)

25 marca 1992, wraz z reorganizacją podziału administracyjnego Kościoła w Polsce, Jan Paweł II mianował go biskupem pomocniczym nowo utworzonej diecezji sosnowieckiej i przydzielił mu stolicę tytularną Cufruta. Święcenia biskupie otrzymał 26 kwietnia 1992 w bazylice św. Piotra w Rzymie. Udzielił mu ich Jan Paweł II, któremu asystowali kardynał Angelo Sodano, sekretarz stanu Stolicy Apostolskiej, i kardynał Franciszek Macharski, arcybiskup metropolita krakowski. Jako dewizę biskupią przyjął słowa „In veritate” (W prawdzie). W diecezji objął urząd wikariusza generalnego. 31 sierpnia 1998 Jan Paweł II przyjął jego rezygnację z obowiązków biskupa pomocniczego diecezji sosnowieckiej.
Został rezydentem archidiecezji krakowskiej, gdzie objął funkcję delegata Arcybiskupa Metropolity Krakowskiego do spraw nauki i kultury. W 2005 został mianowany kanonikiem Kapituły Metropolitalnej na Wawelu. Brał udział w procesie beatyfikacyjnym Jana Pawła II, przewodnicząc w latach 2005–2006 trybunałowi rogatoryjnemu w Krakowie.
W ramach prac Konferencji Episkopatu Polski był w latach 1992–1993 zastępcą sekretarza generalnego, a w latach 1993–1998 sekretarzem generalnym Konferencji. Został członkiem Rady Głównej (od 1996 Rady Stałej) i Rady Programowej Katolickiej Agencji Informacyjnej. Z nominacji Jana Pawła II od 11 maja 1998 do 21 czerwca 2010 pełnił funkcję przewodniczącego Kościelnej Komisji Konkordatowej. Jako sekretarz generalny Konferencji koordynował całość prac organizacyjnych podróży apostolskiej Jana Pawła II do Polski w 1997, zainicjował wydawanie „Akt Konferencji Episkopatu Polski”, a także przyczynił się do założenia Katolickiej Agencji Informacyjnej i Fundacji „Opoka”. W okresie, kiedy przewodniczył Kościelnej Komisji Konkordatowej, unormowano m.in.: kwestie małżeństw konkordatowych, problemy kościelnego szkolnictwa wyższego i wydziałów teologicznych na uniwersytetach państwowych, sprawy związane z ubezpieczeniem duchownych oraz zagadnienie statusu prawnego kapelanów szpitali i więzień.
Uczestniczył w przygotowaniach papieskiej podróży apostolskiej w 1999, a po jej zakończeniu przyczynił się do powołania Fundacji „Dzieło Nowego Tysiąclecia” i został członkiem Rady Fundacji. Objął przewodniczenie w kapitule Nagrody Totus w kategorii propagowanie nauczania Jana Pawła II oraz Radzie Programowej Instytutu Dialogu Międzykulturowego im. Jana Pawła II w Krakowie. W 2000 został przewodniczącym Komitetu Organizacyjnego Międzynarodowych Konferencji „Rola Kościoła Katolickiego w procesie integracji europejskiej”, odbywających się pod patronatem Komisji Episkopatów Wspólnoty Europejskiej. Należał do Rady Patronackiej Krakowskiego Hospicjum dla Dzieci im. ks. prof. Józefa Tischnera.

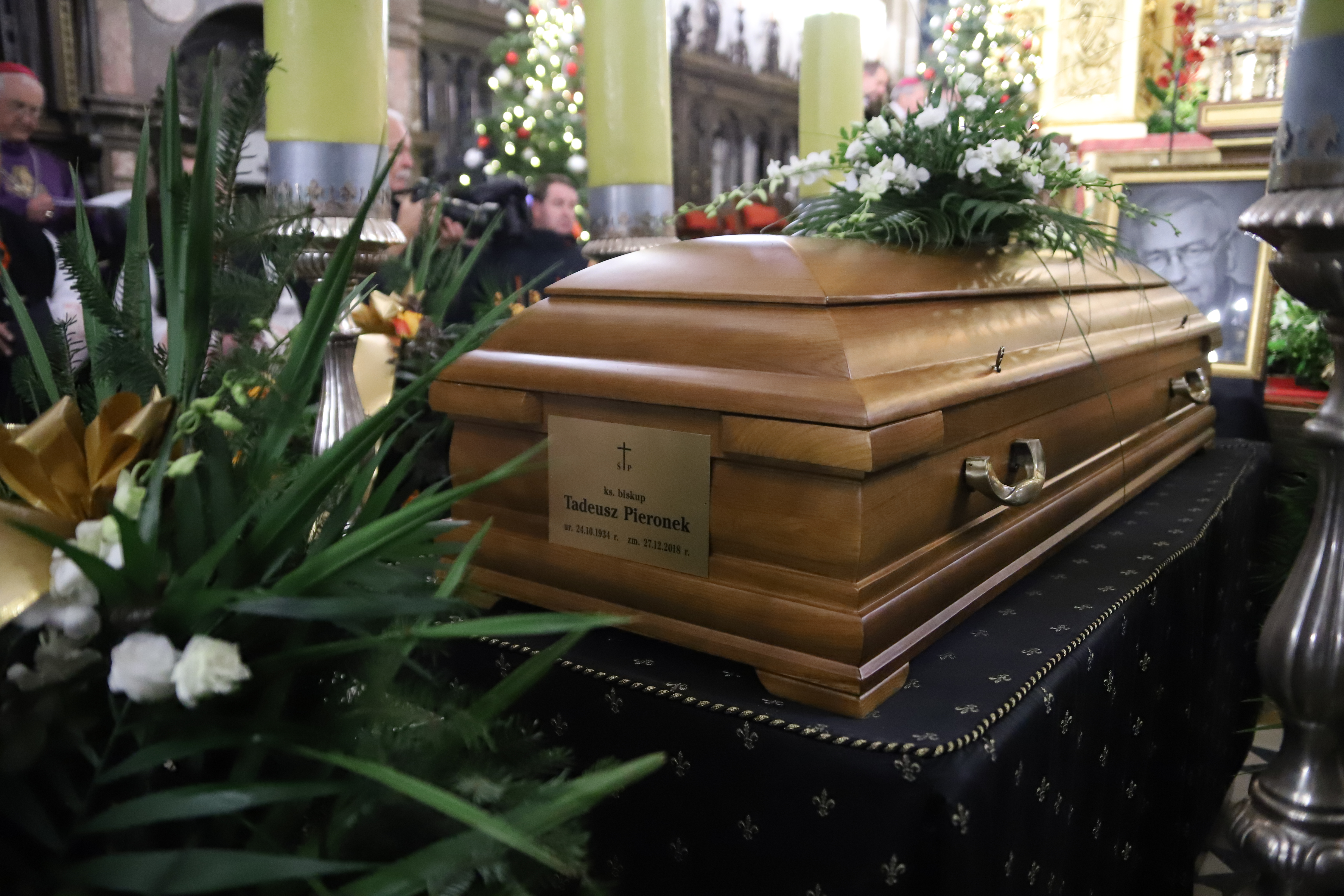
Trumna z ciałem Tadeusza Pieronka na katafalku podczas mszy świętej w katedrze na Wawelu

Zmarł nagle 27 grudnia 2018 w Krakowie. 3 stycznia 2019 został pochowany w krypcie grobowej kaplicy św. Michała Archanioła w kościele Świętych Apostołów Piotra i Pawła w Krakowie.

## Odznaczenia i wyróżnienia
Postanowieniem prezydenta Polski Bronisława Komorowskiego z 17 kwietnia 2014 został odznaczony Krzyżem Wielkim Orderu Odrodzenia Polski.
W 2019 został pośmiertnie uhonorowany Złotym Medalem Honorowym za Zasługi dla Województwa Małopolskiego.
W 2011 otrzymał tytuł doktora honoris causa Uniwersytetu Pedagogicznego w Krakowie.
Został wyróżniony: Medalem Świętego Jerzego „Tygodnika Powszechnego” (1998), Polską Nagrodę Europejską Polskiej Fundacji im. Roberta Schumana (1998), Medalem Europejskim przyznanym przez Komitet Integracji Europejskiej i Business Centre Club (2001), Nagrodą Orła Jana Karskiego (2008), Laurem Krakowa XXI wieku (2014) oraz Nagrodą Fundacji im. Janiny Paradowskiej i Jerzego Zimowskiego (2017).